# Dolichomitus khasianus
Dolichomitus khasianus là một loài tò vò trong họ Ichneumonidae.